# Souppes-sur-Loing
Souppes-sur-Loing is een gemeente in het Franse departement Seine-et-Marne (regio Île-de-France) en telt 5348 inwoners (1999). De plaats maakt deel uit van het arrondissement Fontainebleau.

## Geografie
De oppervlakte van Souppes-sur-Loing bedraagt 27,6 km², de bevolkingsdichtheid is 193,8 inwoners per km².
De onderstaande kaart toont de ligging van Souppes-sur-Loing met de belangrijkste infrastructuur en aangrenzende gemeenten.

## Demografie
Onderstaande figuur toont het verloop van het inwonertal (bron: INSEE-tellingen).

## Trivia
- Souppes-sur-Loing speelt een bescheiden rol in de roman De kaart en het gebied (2010) van Michel Houellebecq, waarin de auteur tevens een personage is, dat omstreeks 2014 naar het dorp verhuist, omdat hij daar als kind een aantal malen verbleef en daar goede herinneringen aan over hield. Korte tijd later wordt hij (het fictieve personage Houellebecq) er op gruwelijke wijze vermoord.
- Souppes-sur-Loing is ook bekend als duivenlosplaats.